# Adonisea coloradica
Adonisea coloradica är en fjärilsart som beskrevs av Embrik Strand 1916. Adonisea coloradica ingår i släktet Adonisea och familjen nattflyn. Inga underarter finns listade i Catalogue of Life.